# Antonio Zacara da Teramo
Antonio Zacara da Teramo (en latin : Antonius Berardi Andree de Teramo, aussi appelé Zacar, Zaccara, Zacharie, Zachara et Çacharius), né probablement entre 1350 et 1360 et mort entre le 19 mai 1413 et la mi-septembre 1416, est un compositeur, chantre et secrétaire papal italien. Il est l'un des compositeurs italiens les plus actifs vers 1400, et son style fait le lien entre la période du XIVe siècle, l’ars subtilior, et les débuts de la musique de la Renaissance.

## Biographie
Antonio Zacara da Teramo était probablement de Teramo, ville située dans le nord des Abruzzes (dans le royaume de Naples), non loin de la côte Adriatique. Par suite de ses recherches sur la vie du compositeur, Agostino Ziino a écarté la possibilité que l'on ait confondu deux compositeurs différents, Antonio da Teramo et Zacara da Teramo. (Un autre compositeur portant un nom semblable, Nicolaus Zacharie, était de la génération suivante.) Le surnom « Zaccara » (ou « Zachara », souvent régularisé dans les éditions modernes sous la forme « Zacara ») d'Antonio est probablement une allusion à sa petite taille ; une biographie du XVe siècle dit que le compositeur « fuit statura corporis parva » (était de petite stature). Le nom Zacara signifie « petite chose, chose de peu de valeur » : aussi Antonio ne l'a jamais employé lui-même, et les cercles proches du compositeur ont pris soin de l'appeler, par exemple, « Antonius vulgatus dictus Zachara » (Antonio, communément appelé Zachara).
On ne sait rien de sa vie avant qu'il ne soit mentionné comme professeur à l'hôpital Santo Spirito in Sassia de Rome en 1390 ; le document mentionne qu'Antonio n'était pas jeune à la date de sa nomination, mais n'en précise pas l'âge. L'année suivante, Antonio devient secrétaire du pape Boniface IX ; la lettre de nomination subsiste et indique qu'il était laïc, marié et chantre de la chapelle papale. Il occupe ce poste sous les pontificats des papes Boniface IX (jusqu'en 1404), Innocent VII (1404–1406) et Grégoire XII (1406-1415). C'est la période turbulente du Grand Schisme d'Occident, et d'après ses lettres et les nombreuses allusions politiques cachées et probablement subversives dans sa musique, Zacara semble avoir été impliqué dans les machinations de l'époque. On ne sait pas exactement quand il a abandonné le service du pape Grégoire, mais si la ballata Dime Fortuna poy che tu parlasti est bien de Zacara, on y trouve la preuve qu'il aurait quitté Grégoire avant le concile de 1409. Il figure comme chantre dans la chapelle de l'antipape Jean XXIII à Bologne en 1412 et en 1413. Deux documents datés de 1416 (dont l'un est daté de septembre) le disent déjà mort ; à sa mort, il possédait une grande propriété à Teramo, ainsi qu'une maison à Rome.
Le Codex Squarcialupi enluminé contient une illustration d'Antonio Zacara da Teramo, sans toutefois contenir d’œuvre de lui. C'était un petit homme qui n'avait au total que dix doigts aux mains et aux pieds, détails qui sont visibles dans ce portrait, mais qui sont également mentionnés dans une nécrologie des Abruzzes du XVIIIe siècle.

## Musique
Les études de la musique de Zacara sont toutes relativement récentes, et il reste beaucoup de questions de chronologie et d'attribution à régler. Il semble avoir composé pendant toute sa vie, et son style a manifestement évolué pour comprendre deux grandes phases : une première période, dominée par des formes de chanson telles que la ballata, qui ressemblent par leur style aux œuvres de Jacopo da Bologna ou de Francesco Landini ; et une seconde période débutant peut-être vers 1400, pendant laquelle sa musique a été influencée par l’ars subtilior tandis qu'il était à Rome.
Il nous reste de la musique vocale de Zacara tant sacrée que profane et en plus grande quantité que ce qui subsiste de la plupart des autres compositeurs des premières années du XVe siècle. De nombreux Gloria et Credo figurent dans un manuscrit de Bologne (Q15), recueil commencé en 1420 environ ; sept chansons se trouvent dans le Codex Squarcialupi (composé probablement de 1410 à 1415) ; et douze chansons, dans le Codex Mancini (créé probablement vers 1410). Trois chansons paraissent dans d'autres sources, dont l'air latin Sumite, karissimi, capud de Remulo, patres, qui appartient à l’ars subtilior.
À l'exception d'une chace (Cacciando un giorno), d'une ballade latine (Sumite, karissimi) et d'un madrigal (Plorans ploravi), ses chansons profanes sont toutes des ballate. Les auteurs d'une étude récente proposent d'attribuer à Zacara une composition française à deux voix, Le temps verrà, trouvée dans le manuscrit T.III.2, en partie pour des raisons de style et en partie sur la base du thème politiquement chargé, satirique, de la chanson.
Les chansons des codex Squarcialupi et Mancini diffèrent beaucoup par leur style. Celles du premier document ont probablement été écrites au début de la carrière de Zacara : elles révèlent l'influence de compositeurs italiens lyriques du milieu du siècle comme Francesco Landini ; la musique du codex Mancini se rapproche davantage du style maniéré de l’ars subtilior. Bien que cette musique ne soit pas datée avec précision, il se peut que Zacara ait composé une partie de celle du Codex Mancini après avoir quitté Rome et ait été plus influencé par l’ars subtilior d'avant-garde apparu à Avignon ; à l'inverse, il essayait peut-être de créer une réponse romaine à la musique provenant de la cour des antipapes.
L'une des chansons les plus étranges de Zacara, que l'on trouve dans le Codex Mancini, est Deus deorum, Pluto, invocation à deux voix du dieu romain des enfers, dont le texte est rempli de noms de damnés. C'est une « prière enthousiaste à Pluton, roi des démons », non le genre de composition qu'on attend normalement d'un secrétaire pieux du Vatican. Zacara s'est même inspiré de cette chanson pour mettre en musique l'un de ses Credo.
Les mouvements de messe de Zacara semblent avoir influencé d'autres compositeurs du début du XVe siècle, dont Johannes Ciconia et Bartolomeo da Bologna ; certaines de ses innovations se retrouvent même dans la musique de Dufay. Zacara est peut-être le premier à avoir utilisé des passages divisés dans les voix supérieures. Ses mouvements sont bien plus longs que les autres mouvements de messe du XIVe siècle et recourent amplement à l'imitation, ainsi qu'à une technique plus ancienne, le hoquet. En général, ses paires de mouvements — le Gloria et le Credo — font le lien entre les mouvements non unifiés, éclatés, du XIVe siècle (la Messe de Notre Dame de Guillaume de Machaut étant l'exception notable) et la « messe cyclique » (en) apparue au XVe siècle.
Certains des morceaux de musique de Zacara se trouvent dans des sources très éloignées, dont un manuscrit polonais et le manuscrit anglais d'Old Hall (le no 33, un Gloria), ce qui prouve la renommée et la large diffusion des œuvres de Zacara.

## Enregistrements
Pour une discographie complète de Zacara jusqu'en 2004, voir Gianluca Tarquinio, Discografia di Antonio Zacara da Teramo, dans Zimei, 2004, p. 421-434. Quatre disques se composent uniquement ou en majeure partie de morceaux de musique de Zacara :
- Zaccaria da Teramo du Gruppo Mensura Musicae (1978, LP RCA 2G8KY-19714/15) ;
- Zachara, cantore dell'antipapa (XV secolo) - ensemble italien appelé Sine Nomine (1993, Quadrivium SCA 027) ;
- Un Fior Gentile. L'Ars Nova di Zacara da Teramo - groupe italien Ensemble Micrologus (2004, Micrologus CDM 0012.00)[10] ;
- Spinato Intorno Al Cor - ensemble norvégien de musique ancienne Currentes (2011, Lawo Classics)[11].